# 张桂梅
张桂梅（1957年6月15日—），女，满族，辽宁岫岩人，生於黑龙江牡丹江，中华人民共和国教师，中國共產黨黨員，云南省丽江华坪女子高级中学（在丽江市华坪县）党支部书记、校长，华坪县儿童之家院长。她创建了中国第一所全免费女子高中，迄今已培养1600多名女大学生。因此，张桂梅获得了全国先进工作者、全国五一劳动奖章、优秀共产党员、全国优秀教师、全国脱贫攻坚楷模等荣誉。2023年10月，当选为全国妇联副主席（兼任）。

## 生平
张桂梅于1957年6月15日出生在黑龙江省牡丹江市的一个满族农户家庭里，当时她的母亲已48岁，她排行12，家中最小。因各种原因家庭只活下来6个孩子。幼年时期，张桂梅的母亲因病早逝。
1974年10月，17岁的张桂梅跟随其姐姐参加“三线建设”来到云南省的中甸县（现香格里拉市）。次年12月，张桂梅在当地参加工作，成为中甸县林业局的工作人员。
1988年，张桂梅考入丽江教育学院（现丽江师范学院），毕业后在林业系统做一线行政，并且经人介绍认识了丈夫。张桂梅随丈夫来到大理白族自治州的林业子弟学校（今喜洲一中）任教，丈夫出任校长。
1993年，张桂梅丈夫查出胃癌晚期。1996年8月，因丈夫去世，张桂梅申请前往丽江市华坪县民族中学任教，当年因工作出色而任初三班班主任。同年，张桂梅查出患有子宫肌瘤，华坪县妇联和政协组织给她捐款治病。为了感谢华坪人民，张桂梅决定用自己的一生来回报华坪。1998年4月，加入中国共产党。
2001年3月，收养孤儿的华坪县儿童之家成立，捐助方指定张桂梅出任院长；同年9月，张桂梅当选第二届全国十佳师德标兵。
2002年，张桂梅开始筹建免费女子高中，其初衷是“教育好一个女孩就是改变了3代人的命运”，解决“低素质的母亲，养育出低素质的孩子”这个恶性循环。此后她连续五年去政府、企业去，甚至昆明市的街道上募捐建校款项，但是直到2007年还只凑到1万多元人民币。
2007年，张桂梅当选为中国共产党第十七次全国代表大会代表，她平日很少买新衣服，去北京前县里资助了7000元人民币购置正装的钱被她用于给学校购置电脑，新华每日电讯的记者注意到张桂梅的衣着，当日会后，她和这位记者聊了一整晚。1月15日，新华每日电讯发布文章《“我有一个梦想”——访云南省丽江市华坪县民族中学教师张桂梅代表》，文章發表後引起社会广泛关注。

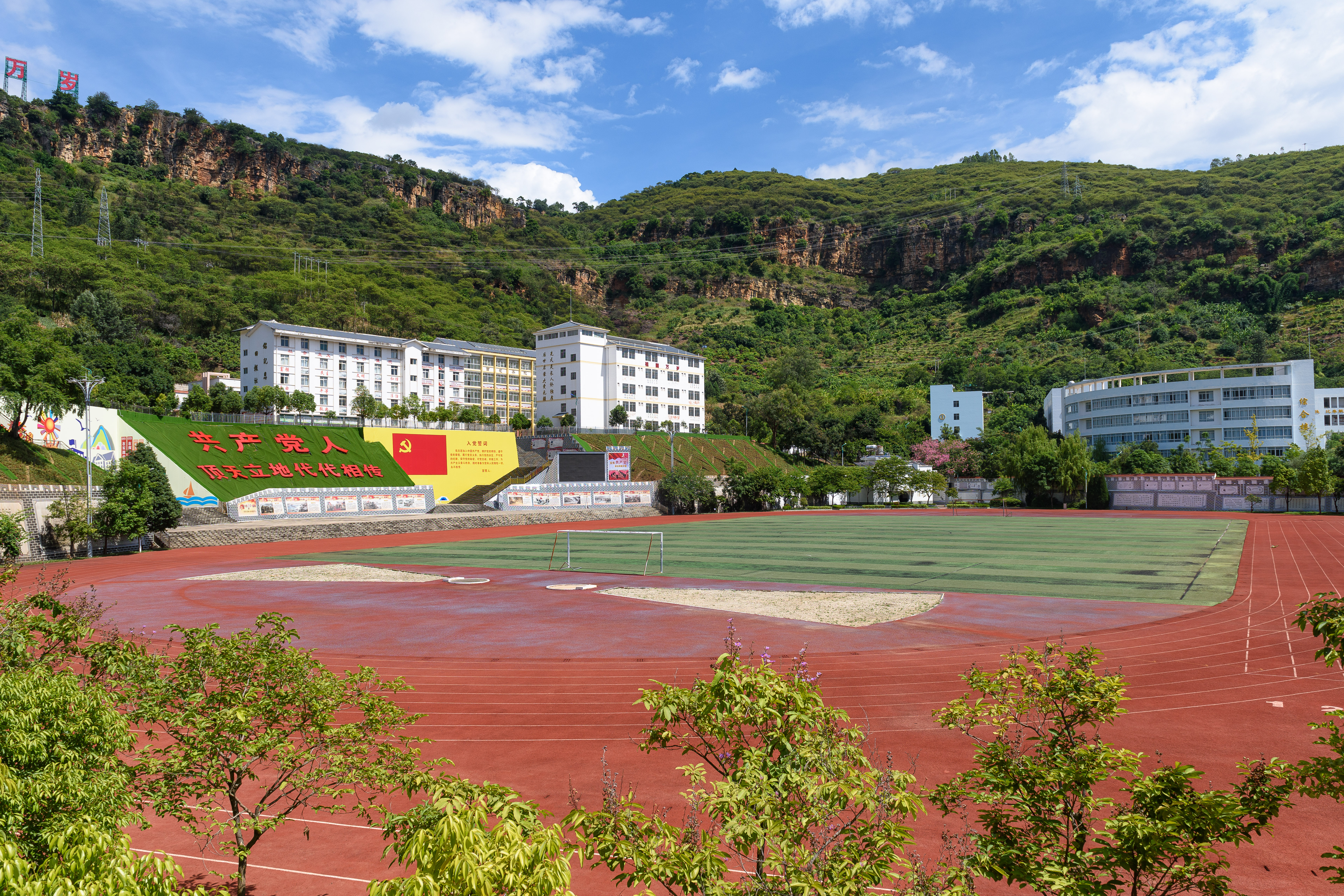
华坪女子高级中学（2023年10月摄）

2008年8月，丽江市和华坪县各拿出100万元人民币给其建设学校，华坪县女子高级中学建成，教师工资和办学经费均由县财政保障，学校建设由教育局负责，同年9月正式开学，张桂梅担任校长。由于学生基础太差，甚至得从小学初中的知识开始补起，教学目标是至少是二本，加上学校条件简陋，16名教职员工辞职只剩下8名，教学近乎瘫痪，眼看学校办不下去，县里计划把学生分流到其他中学并且承诺依旧全免费。张桂梅注意到剩下的8名教师中6人是中国共产党党员，遂决定临时召开党支部会，教师一起拒绝了分流，坚持在华坪县女子高级中学执教。
2011年，学校学生参加高考，本科上线69人，综合上线率达100%。从那年，学校每年高考综合上线率100%，一本上线率从11年的4.26%上升到19年的40.67%，排名全市第一名。
因其在教育助力脱贫攻坚战中的杰出贡献与付出，2020年12月3日，中共中央授予张桂梅“全国优秀共产党员”称号。2021年2月25日全国脱贫攻坚总结表彰大会上，她被授予“全国脱贫攻坚楷模”。中共中央总书记、国家主席、中央军委主席习近平为其颁奖。
2021年6月29日，张桂梅获颁七一勋章
，并在颁授仪式上发言。
2023年10月25日，张桂梅当选为中华全国妇女联合会第十三届副主席（兼）。

## 节目
| 电视台                 | 片名                               | 备注   |
| ---------------------- | ---------------------------------- | ------ |
| 凤凰卫视               | 《舍得智慧人物（大山里的女校长）》 |        |
| 中国中央电视台新闻频道 | 《面对面（张桂梅：大山里的女校）》 | [ 15 ] |
| 云南卫视               | 《教师妈妈》                       |        |
| 云南卫视               | 《云岭楷模颁奖盛典》               |        |
| 中国中央电视台综合频道 | 《感动中国2020年度人物颁奖盛典》   | [ 22 ] |
| 中国中央电视台科教频道 | 《讲述（张桂梅·女子高中）》        |        |

## 人物争议
2008年，华坪县女子高级中学建成，但当地高中生男女比例正常，女性数量在高中生中的比例甚至占优，导致大众对张桂梅”拯救辍学女孩“的理由表示质疑。
2018年，华坪女子高中建校后招收的第一届学生黄付燕回到母校华坪女子高中捐款，被张桂梅以“又带小孩又没上班”为由婉言拒绝。其后，张桂梅在凤凰卫视的2020年《舍得智慧人物》专访节目中直言，“我最反对当全职太太”。此事件于2020年经中国大陆新闻媒体广泛传播后，引发了社会大众对于“张桂梅校长拒绝全职太太捐款”议题的广泛讨论。

## 人物评价
张桂梅校长一直致力于让贫困地区的女童接受公平的教育，她创办了中国第一所免费的女子高中。环球人物记者余驰疆、许晓迪认为，一是感到敬佩，二是感到感动。生活的颠沛与身体的病痛，她逆风而行，不仅实现了对自我的救赎，也改变了2200多名女孩的命运，更是给在人生谷底的人们以精神支撑。这个自我救赎也救赎他人的故事，成为一份爱的传递。
自由亚洲电台称张桂梅“故事的阐释权，属于日渐强硬和僵化的宣传机器”，用于挽救中共的合法性。

## 奖项和荣誉
| 所获荣誉             | 获奖年份   | 颁发单位                                   |
| -------------------- | ---------- | ------------------------------------------ |
| 七一勋章             | 2021年6月  | 中国共产党中央委员会                       |
| 全国脱贫攻坚楷模     | 2021年2月  | 中国共产党中央委员会、中华人民共和国国务院 |
| 感动中国2020年度人物 | 2021年1月  | 中央广播电视总台                           |
| 时代楷模             | 2020年12月 | 中国共产党中央委员会宣传部                 |
| 全国优秀共产党員     | 2020年12月 | 中国共产党中央委员会组织部                 |
| 全国三八红旗手标兵   | 2020年7月  | 中华全国妇女联合会                         |
| 云岭楷模             | 2020年6月  | 中国共产党云南省委员会                     |
| 全国优秀教师         | 2020年1月  | 中华人民共和国教育部                       |
| 中国好人榜           | 2019年11月 | 中央精神文明建设指导委员会办公室           |
| 兴滇人才奖           | 2006年6月  | 中国共产党云南省委员会                     |
| 全国五一劳动奖章     | 2004年     | 中华全国总工会                             |
| 全国十大女杰         | 2002年     | 全国妇女联合会                             |
| 全国十佳师德标兵     | 2001年     | 中国教育工会                               |

## 相关文艺作品
- 电影《我本是高山》（2023年，海清饰）[34]
- 电视剧《山花烂漫时》（2024年，宋佳饰）